# Glyphomitrium warburgii
Glyphomitrium warburgii là một loài rêu trong họ Ptychomitriaceae. Loài này được (Broth.) Cardot mô tả khoa học đầu tiên năm 1913.